# Mária Valéria-bron
Mária Valéria-bron (ungerska: Mária Valéria híd, slovakiska: Most Márie Valérie) är en bro över floden Donau mellan Esztergom i Ungern och Štúrovo i Slovakien. Den är uppkallad efter kejsare Frans Josef I:s yngsta dotter ärkehertiginnan Marie Valerie av Österrike.
Bron konstruerades år 1893 av János Feketeházy, som också har ritat andra broar över Donau, och invigdes den 28 september 1895.
Den 22 juli 1919 sprängdes en av bropelarna så att bron förstördes. Den reparerades provisoriskt år 1922 och fyra år senare var den återuppbyggd. Under andra världskriget sprängde retirerande tyska trupper Mária Valéria-bron och andra broar i närheten av den 26 december 1944.
Ungern och Tjeckoslovakien var inte överens om hur förbindelsen mellan länderna skulle återupprättas, så resterna av bron var kvar till år 2000. Den återuppbyggdes slutligen med stöd av EU och invigdes 11 oktober 2001. För tung trafik som inte kan köra över bron öppnade år 2016 en färjelinje mellan Esztergom och Štúrovo.

## Bilder

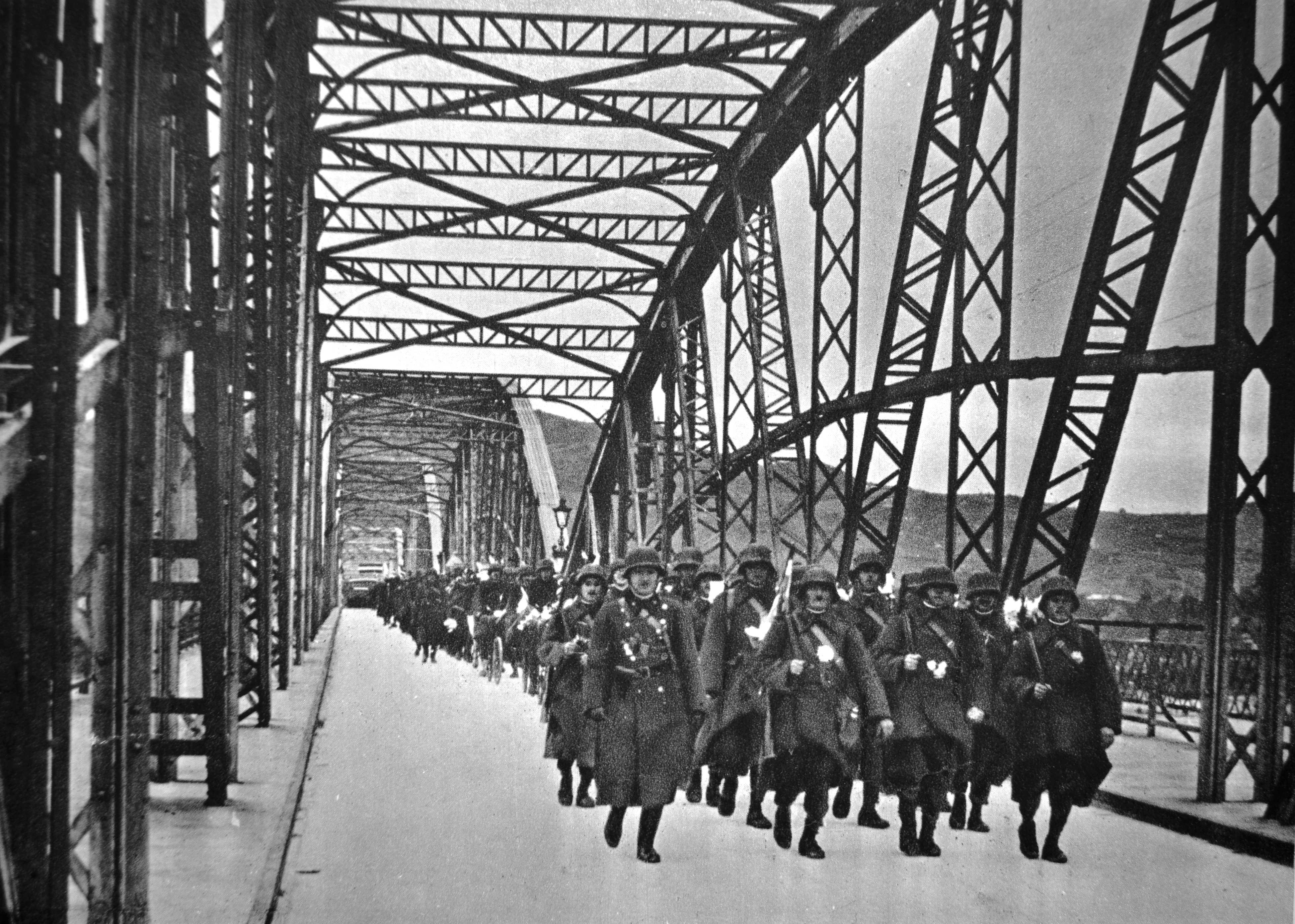
Ungerska trupper passerar bron 2 november 1938.
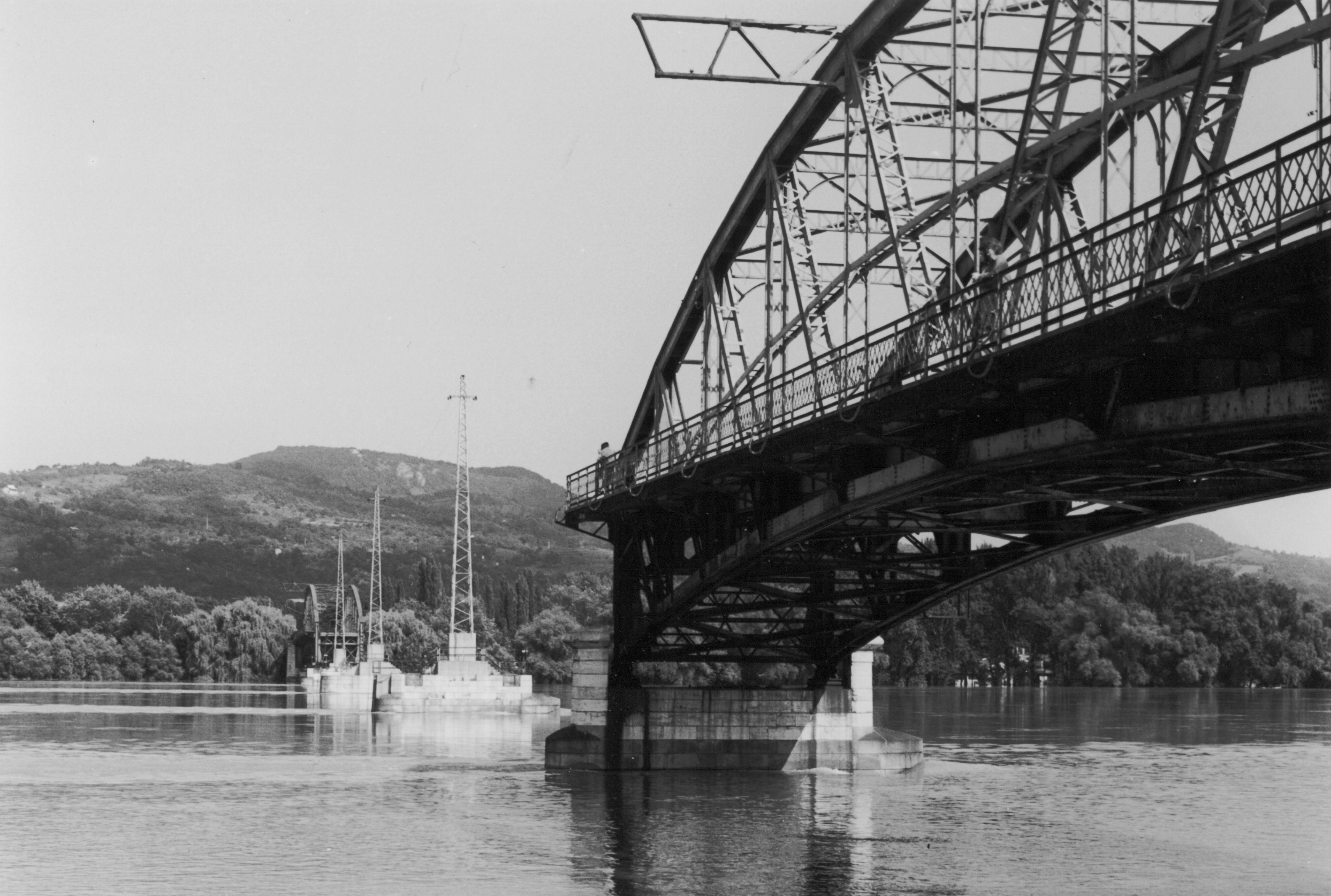
Den förstörda bron, 1980.
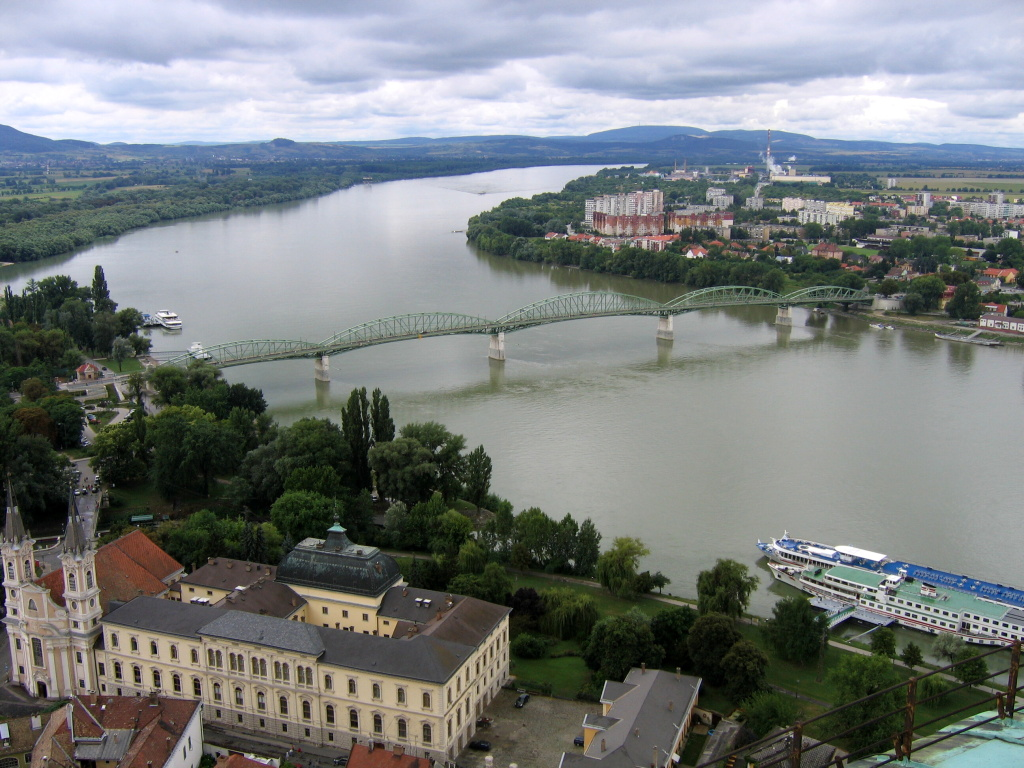
Mária Valéria-bron sedd från katedralen i Esztergom.